# Nowy Gieląd
Nowy Gieląd (niem. Neu Gehland) – wieś w Polsce, w województwie warmińsko-mazurskim, w powiecie mrągowskim, w gminie Sorkwity.
Do 2023 miejscowość była częścią wsi Stary Gieląd.
W latach 1975–1998 Nowy Gieląd znajdował się w województwie olsztyńskim.